# Mamma, ho scoperto gli gnomi!
Mamma, ho scoperto gli gnomi! (Gnome Alone) è un film d'animazione del 2017 diretto da Peter Lepeniotis.
Pellicola in animazione digitale canadese-statunitense sceneggiata da Michael Schwartz e Zina Zaflow, è tratta da un racconto di Robert Moreland. Il film, prodotto da Vanguard Animation e 3QU Media, vede tra i suoi doppiatori originali Becky G, Josh Peck, Olivia Holt, George Lopez, Patrick Stump e David Koechner.
Il film è stato distribuito nelle sale nel 2017 in Romania, Cipro e Israele. È stato successivamente distribuito su Netflix nel resto del mondo il 19 ottobre 2018 come Netflix Original.

## Trama
Una guerra secolare coinvolge gli Gnomi, che vogliono proteggere la Terra, e i Trogg, determinati a consumare ogni cosa. Quando la riluttante studentessa Chloe scopre che i suoi nani da giardino non sono quello che sembrano, deve decidere se perseguire il desiderio di vivere la sua vita da adolescente oppure se combattere i Trogg.

## Produzione
La produzione del film iniziò a Cinesite a Montréal. Il film venne prodotto da John H. Williams attraverso la sua compagnia 3QU Media, che finanziò anche il film. Il 28 giugno 2017 venne riferito che una nuova società di distribuzione, chiamata Smith Global Media, aveva acquistato i diritti di distribuzione del film.

## Distribuzione
Un teaser trailer del film venne distribuito il 13 luglio 2017.